# Ceratocapsus proximus
Ceratocapsus proximus är en insektsart som beskrevs av Willis Blatchley 1934. Ceratocapsus proximus ingår i släktet Ceratocapsus och familjen ängsskinnbaggar. Inga underarter finns listade i Catalogue of Life.